# Sičane
Sičane falu Horvátországban Split-Dalmácia megyében. Közigazgatásilag Dicmo községhez tartozik.

## Fekvése
Splittől légvonalban 20, közúton 28 km-re északkeletre, Sinjtől 12 km-re délnyugatra, községközpontjától 4 km-re északra, a dalmát Zagora területén, a Zágrábot Splittel összekötő 1-es számú főúttól nyugatra fekszik.

## Története
A Dicmoi mező területe 1524-től került török uralom alá, ahol valamivel később a Boszniai vilajet Klisszai szandzsákjába sorolták be. A moreiai háború után az 1699-es karlócai béke a területet a Velencei Köztársaságnak adta, mely néhány évvel korábban már elfoglalta azt. A háború után egy csekély népesség kivételével az egész terület pusztasággá vált. A 18. század elején a hercegovinai duvnoi mező vidékéről új lakosságot telepítettek be. Ebben az időszakban alapították a dicmoi plébániát, melyet a ferences atyák vezettek. A velencei uralomnak 1797-ben vége szakadt és osztrák csapatok vonultak be a Dalmáciába. 1806-ban az osztrákokat legyőző franciák uralma alá került, de Napóleon lipcsei veresége után 1813-ban újra az osztrákoké lett. 1857-ben 488, 1910-ben 479 lakosa volt. 1918-ban az új szerb-horvát-szlovén állam, majd később Jugoszlávia része lett. A második világháború idején a Független Horvát Állam része lett, de lakói a partizánok oldalán harcoltak. 1991 óta a független Horvátországhoz tartozik. 2011-ben a településnek 502 lakosa volt.

## Lakosság
| Lakosság változása | Lakosság változása | Lakosság változása | Lakosság változása | Lakosság változása | Lakosság változása | Lakosság változása | Lakosság változása | Lakosság változása | Lakosság változása | Lakosság változása | Lakosság változása | Lakosság változása | Lakosság változása | Lakosság változása | Lakosság változása |
| ------------------ | ------------------ | ------------------ | ------------------ | ------------------ | ------------------ | ------------------ | ------------------ | ------------------ | ------------------ | ------------------ | ------------------ | ------------------ | ------------------ | ------------------ | ------------------ |
| 1857               | 1869               | 1880               | 1890               | 1900               | 1910               | 1921               | 1931               | 1948               | 1953               | 1961               | 1971               | 1981               | 1991               | 2001               | 2011               |
| 488                | 490                | 486                | 487                | 508                | 479                | 612                | 568                | 647                | 705                | 793                | 738                | 641                | 531                | 449                | 502                |

## Nevezetességei
Szent Nikola Tavelić tiszteletére szentelt római katolikus temploma 1971 és 1976 között épült. Tizenöt méter hosszú és nyolc méter széles betonépület. Homlokzatán a bejárat felett három félköríves ablak, felette körablak látható. A homlokzat felett magasodik a harangtorony, melyen minden oldalon egy-egy félköríves ablak, a harangok szintjén pedig biforámás található. A tornyot gúla alakú toronysisak zárja le. A bejárathoz öt fokból álló lépcső vezet. A templom a dicmoi plébánia filiája.